# Pena di morte in Cecoslovacchia
La pena di morte in Cecoslovacchia è stata applicata dal 1918 al 1989. Si calcola che almeno 1200 persone furono giustiziate. Il numero di esecuzioni in realtà può essere molto più alto, poiché questo numero non comprende il periodo dell'occupazione nazista. Ad esempio si stima che nello stato slovacco, nel carcere di Pankác vennero ghigliottinati almeno un migliaio di persone.
Durante la presidenza di Tomáš Masaryk (1918-1935) vennero giustiziate 16 persone, di cui quattro per motivi militari. Masaryk era uno strenuo oppositore della pena di morte, ed infatti commutò diverse sentenze capitali.
Dopo la seconda guerra mondiale, con i decreti di Edvard Beneš, vennero creati delle corti speciali a livello locale per punire i crimini di guerra. Fino al 1948 queste corti sentenziarono quasi un migliaio di condanne a morte. Durante la presidenza di Klement Gottwald vennero giustiziate 237 persone, di cui 190 la motivazione era strettamente politica. Durante le presidenze di Antonín Zápotocký, di Antonín Novotný e di Gustáv Husák vennero giustiziate rispettivamente, 94, 87 e 38 persone.
Le ultime esecuzioni ebbero luogo in Cecoslovacchia nel 1989: Vladimir Lulek venne impiccato il 2 febbraio 1989 a Praga; Stefan Svitek venne impiccato l'8 giugno 1989 a Bratislava.
Dopo la rivoluzione di velluto del 1989 il neopresidente Václav Havel perorò la causa dell'abolizione della pena di morte. Nel maggio 1990 la pena di morte venne abolita in Cecoslovacchia.
Da un sondaggio effettuato nel 2009, è emerso che il 60% circa dei cechi era favorevole alla reintroduzione della pena di morte.